# ویلی توویل
ویلی توویل (انگلیسی: Willie Toweel; ۶ آوریل ۱۹۳۴ – ۲۵ دسامبر ۲۰۱۷) بوکسور اهل آفریقای جنوبی بود.